# 冬木れい
冬木 れい（ふゆき れい、1959年 - ）は、日本の料理研究家、料理サロン・大きな竈を主宰。良い食品づくりの会・会友、希望郷いわて文化大使、栃木市ふるさと大使、国際薬膳師、本草薬膳研究会副会長。夫は作家の大岡玲。

## 略歴
栃木県出身。真言宗豊山派の寺に生まれる。栃木県立栃木女子高等学校を経て、学習院大学法学部を卒業。
幼少時より行事料理、郷土料理に興味を持ち、1999年より料理サロン・大きな竈を主宰している。岩手県や栃木県を中心に、地方食材を活用したレシピの執筆や商品開発を行っている。
江戸料理に造詣が深く、栃木市の町おこし事業・とちぎ江戸料理のアドバイザーを務めるほか、NHKドラマの幕末グルメドラマ・ブシメシ！の料理監修も手がけている。
2018年からは、EDO WONDERLAND日光江戸村の江戸料理と伝統芸能を愉しむ催し「歳時記　〜◯の宴〜」の料理監修を担当している。

## 著書
- 『つくって楽しい、食べておいしい お取り寄せ』（2005年・法研）
- 『 趣味どきっ！心も体もぽっかぽか　鍋の王国』（2018・NHK出版、NHKテキスト講師）